# Manuel Mier y Terán
Manuel Mier y Terán (Mexikóváros, 1789. február 18. – Padilla, 1832. július 3.) mexikói függetlenségi harcos, később politikus volt.

## Élete
Manuel de Mier y Terán és María Ignacia de Teruel y Llanos gyermekeként született Mexikóvárosban, ahol egy bányászati iskolában folytatta tanulmányait. A függetlenségi háborúban José María Morelos csapataihoz csatlakozott, ahol hamar kitűnt tehetségével. A chilpancingói kongresszus ezredessé nevezte ki. Főként Pueblában, Veracruzban és Oaxacában tevékenykedett, 1814 nyarán Silacayoapan városában tartózkodott, amikor azt a spanyolok ostromolni kezdték. Július 27-én azonban sikerült elmenekülnie, így az ellenség az ostromot is abbahagyta. Morelos halála után Mier y Terán vált a felkelők egyik legfontosabb vezérévé, de a többi vezető ellenezte, hogy az egész mozgalom élére álljon. 1817 elején még részt vett Tehuacán védelmében, de hamarosan élt a spanyolok által felkínált lehetőséggel: büntetlenség fejében megadta magát. Ezután évekre visszavonult a civil életbe és csak az Iguala-terv kihirdetésekor lépett színre ismét.
A függetlenné vált Mexikóban először Chiapas képviselője, majd 1824 márciusától decemberéig hadügyminiszter lett, ebből a pozíciójából a Guadalupe Victoria elnökkel fennálló, a régmúltban gyökerező személyes ellentétei miatt távozott. Később Veracruz védelmi erőinek felügyelője lett, majd Angliában miniszterjelölt is volt. Kinevezték a Colegio de Artillería tüzérségi iskola igazgatójává, mely posztot azért hagyott el, mert 1827-ben a Mexikó és az USA határvonalát megállapító bizottság vezetője lett. Jelentős szerepet játszott az 1829-es, Isidro Barrada-féle spanyol visszahódítási kísérlet meghiúsításában (bár utólag Antonio López de Santa Anna magának „sajátította ki” az összes érdemet).
Az 1830-as évek elején a köztársasági elnöki posztra is pályázott, de nem választották meg, jórészt Santa Annának köszönhetően. 1832-ben hadjáratot indított Tamaulipasban, de Tampico kikötővárosát nem sikerült bevennie.
1832 júliusának elején Padilla városában tartózkodott (akkor Tamaulipas fővárosa volt), ahol 8 évvel azelőtt kivégezték I. Ágoston császárt. A helyiek elmesélték neki a császár utolsó napjait, megmutatták neki a helyeket, ahol fogva tartották és ahol kivégezték. Mier y Terán hosszasan elidőzött itt gondolataiba merülve, valószínűleg mérlegelve saját sikertelenségeit az utóbbi években. Másnap reggel korán felkelt, felöltötte egyenruháját és egyedül kiment a temetőbe (vagy a templom háta mögé vagy oda, ahol a császárt fogva tartották – különböző történészek mást-mást állítanak). Kardját egy szilárd helyre támasztva beledőlt és véget vetett életének.

## Holttestének sorsa
Testét egy bádogkoporsóban a császár holtteste mellé temették, ahol annak 1838-as exhumálásakor megtalálták. Bár gondos vizsgálatoknak vetették alá a testeket, mégis elterjedt és egy évszázadon át tartotta magát a pletyka, hogy felcserélték őket és a mexikóvárosi székesegyházba valójában Mier y Terán maradványait helyezték át. Amikor azonban a 20. század második felében a Vicente Guerrero-víztározó építését tervezték, ami a régi temető elárasztásával járt, előtte néhány helyi tudós, Florentino Cuéllar, Miguel A. Rubiano és Eliseo Paredes egyértelműen azonosította Mier y Terán nyughelyét és 1972. december 5-én hozzálátott az exhumáláshoz.
Egy 1 m × 2 m × 0,15 m-es kőlap eltávolítása után kezdtek neki az ásáshoz, majd 70 cm mélységbe lejutva megjelentek az első csontok és bádoglemezek maradványai. Hamarosan azonban elérték a tározó építése miatt már jócskán megemelkedett talajvíz által átnedvesített rétegeket, ezért a folyadékot ki kellett szivattyúzniuk. A lábszár csontjainak elhelyezkedéséből arra következtettek, hogy az elhunyt lábai a templom irányába néztek, feje pedig a tér felé, ahol a császárt kivégezték. Megtalálták még két marhabőrből készült cipősarkát és egyenruhájának két gombját is, ez pedig végleg eloszlatta a kétségeket személyazonossága felől, a császárt ugyanis ferences ruhában temették el.
A csontokat először a Matamoros városában található Museo de Historia de Casamata múzeumba szállították egy cédrusfa urnában, ahol ideiglenesen kiállították őket, majd 1982-ben a Mariano Matamorosnak épült emlékműhöz helyezték át.